# Gypsy Taub

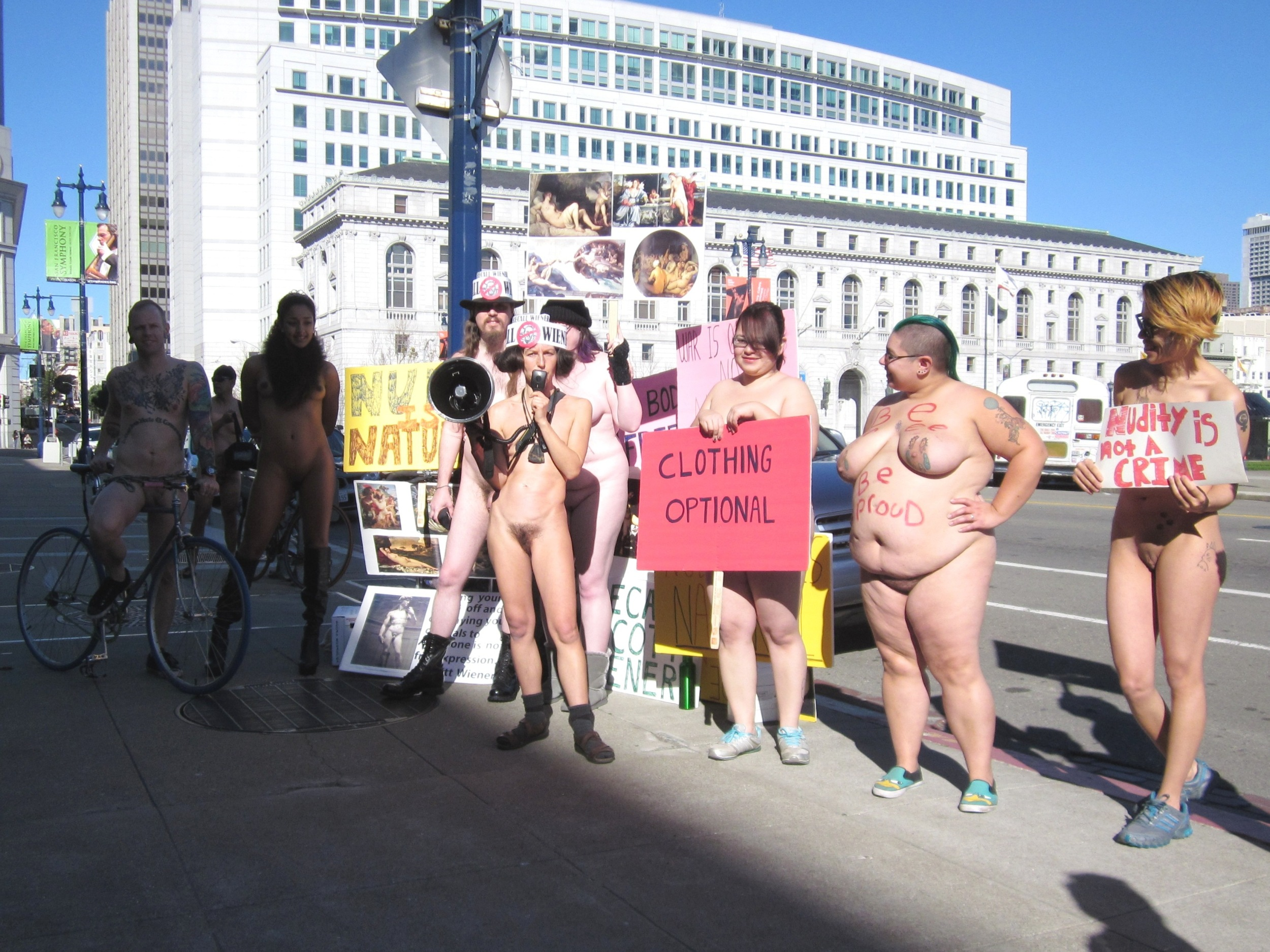
Gypsy Taub (i mitten med megafon) demonstrerar mot ”the San Francisco nudity ban” år 2013.

Gypsy Taub, född (som Oxana Chornenkaya) 18 juni 1969 i Moskva, är en av San Franciscos mest kända aktivister för naturism och "body freedom" under modern tid.

## Biografi
Taub växte upp i Moskva tillsammans med en bror och syster. Fadern, Victor Chornenky, var fysiker och uppfinnare, modern, Larissa Chornenkaya, lärare och modedesigner. Vid omkring fem års ålder gav modern henne förnamnet Olessia ("Skogsflicka").
År 1987 flyttade hon, 18 år gammal, från Moskva till Ungern och efter ett år till Boston i USA. Hon började på Massachusetts Institute of Technology. Året därpå kom övriga familjen. Vid 20 års ålder träffade hon David Taub. De ingick äktenskap som blev kortvarigt.
Hon saknade arbetstillstånd, men försörjde sig och familjen genom att arbeta som strippa, och har senare konstaterat: "Being naked doesn't make you bad. It was liberating to learn that."
Vid 23 års ålder inledde hon medicinstudier på City College of San Francisco, men lämnade tidigt skolan, studiernas omfattning var i vägen för hennes andliga utveckling. År 1995 ändrade hon sitt förnamn från Olessia till Gypsy och blev en ”Deadhead”. Hon har också en tydlig sympati för hippie-kulturen.
Hon påbörjade sin aktivism kort efter att hennes dotter föddes år 2000. Aktivismen rörde länge konspirationsteorier kring 11 september, och hon förde fram sitt budskap via en ”public access television show”. År 2008 startade hon en ”cable television show” med namnet My Naked Truth.
År 2012 föreslogs i San Francisco att personer över fyra år skulle få böter på $100 om de uppträder nakna offentligt, och upp till fyra år i fängelse om brottet upprepas. Gypsy Taub startade då en rörelse för "body freedom activists" med syftet att motverka denna lag. På en offentlig hearing samma år förde hon fram protester och lät sina barn vittna. Hon framhöll att rätten att vara naken ges i USA:s självständighetsförklaring och att "our bodies are sacred, and an attack on our right to be nude is an attack on sacredness, beauty, love, freedom, art, and creative self-expression." Men lagen gick igenom i februari 2013. 
I februari 2015 arrangerade Gypsy Taub och aktivisten George Davis ett "nude-in" i staden, ett tvåårsjubileum av förbudet. Arrangörerna och två andra deltagare arresterades av polisen.
I juni 2015 lämnade Gypsy Taub och aktivisten George Davis en stämning till staden med krav på ändring av förbudet. I september samma år beordrade en federal domare staden att utfärda ett tillstånd till Taubs grupp att få genomföra sin ”naked march”. I december 2015 karaktäriserades Taub som San Franciscos mest beryktade naturist. 2016 organiserade Taub ett fyra timmars "Summer of Love"-evenemang med en naken parad från Jane Warner Plaza till kanten av Golden Gate Park och tillbaka, följt av naken dans på Plaza.
Taub ingick äktenskap med Jamyz Smith år 2013. Time magazine betecknade bröllopet som ett av "The 17 Most Intriguing Weddings of All Time", de separerade 2015. Hon har tre barn, en dotter född år 2000 och två söner födda 2003 och 2005).